# Roman Skuhravý
Roman Skuhravý (Cecoslovacchia, 6 gennaio 1975) è un ex calciatore e allenatore di calcio ceco, di ruolo difensore, tecnico del Dukla Praga.

## Palmarès
- Coppa della Repubblica Ceca: 1

Jablonec: 2012-2013
- Supercoppa della Repubblica Ceca: 1

Jablonec: 2013